# Canadair CL-215
El  Canadair CL-215  va ser el primer model d'una sèrie d'avions contraincendis construïts per la companyia Canadair (posteriorment adquirida per Bombardier). Aquest avió amfibi opera en diferents països i encara que principalment és utilitzat per l'extinció d'incendis forestals, permet el desenvolupament d'altres missions com la vigilància duanera, la recerca i salvament o la lluita contra vessaments d'hidrocarburs al mar. Anomenat  Scooper , aquest avió pot carregar aigua en els seus dipòsits aterrant prèviament en terra o directament en llacs, rius, embassaments o al mar. Segons sigui necessari per l'incendi, l'aigua pot ser barrejada amb additius, que alenteixen la seva evaporació, milloren la capacitat extintora de la descàrrega i actuen com retardants.

## Desenvolupament

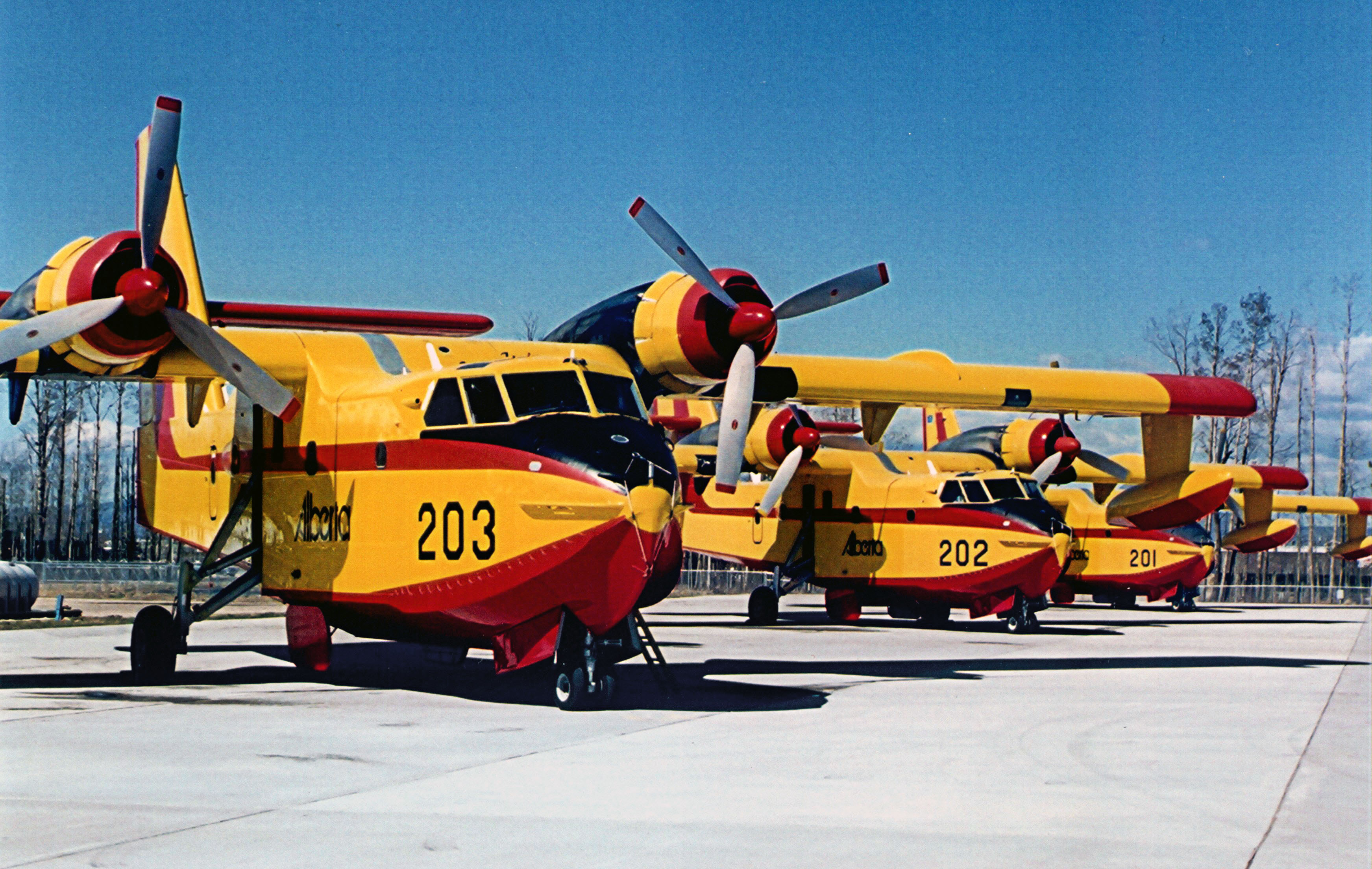
Un grup d'avions CL-215

El Canadair CL-215 va ser dissenyat per satisfer la comanda d'un amfibi contra incendis que pogués reemplaçar la varietat de tipus que s'usaven en el paper del "bombarder d'aigua" a la dècada dels seixanta. Els paràmetres bàsics del disseny del CL-215 van sorgir d'un simposi sobre protecció forestal contra incendis que va tenir lloc a Ottawa al desembre del 1963. Al començament de 1966 es va decidir que aquest tipus entrés en producció. Els primers models van prendre com a base el reeixit PBY Catalina. La província canadenca de Quebec i la Securité Civile (Protecció Civil) francesa van ser els primers clients: encarregaren respectivament, 20 i 10 unitats CL-215, als quals van assignar la missió bàsica de detecció i extinció d'incendis forestals. No obstant això, el robust i versàtil amfibi també va estar a disposició de clients militars, els qui els van utilitzar per a missions de recerca i salvament, així com per a funcions utilitàries. Durant 20 anys, començant el 1969, 125 avions van ser construïts i venuts a nou països.
El primer vol del CL-215 es va realitzar el 23 d'octubre del 1967, i al maig del 1969 van començar els lliuraments a França. A partir d'aquest moment la producció va incloure exemplars per a les províncies canadenques de Quebec i Manitoba, així com per a Espanya, Grècia, La Real Armada de Tailàndia, CVG Ferrominera Orinoco, Itàlia, Veneçuela i Iugoslàvia, entre d'altres.
El 1987 va aparèixer el CL-215T, una evolució encarregada per l'Exèrcit de l'Aire espanyol que va permetre l'actualització de la flota del 43 Grup de Forces Aèries. Aquest desenvolupament va obtenir un notable èxit, l'avió va guanyar en fiabilitat i potència, que va dar pas al desenvolupament de la següent generació, anomenada CL-415. Actualment existeixen 15 CL-215T en servei, tots ells destinats al 43 Grup, excepte un, ubicat a la central de Bombardier al Canadà. El CL-215T compte amb dos motors turbohèlice més potents i fiables. A causa de l'increment de la potència va ser necessari realitzar també modificacions a l'estructura alar, reforçar les unions entre plans i fuselatge, així com modificar gairebé tota la presentació dels instruments de cabina. El nou model compta també amb accionament hidràulic tant de les superfícies de vol com de la roda de morro, així com altres millores.

## Disseny

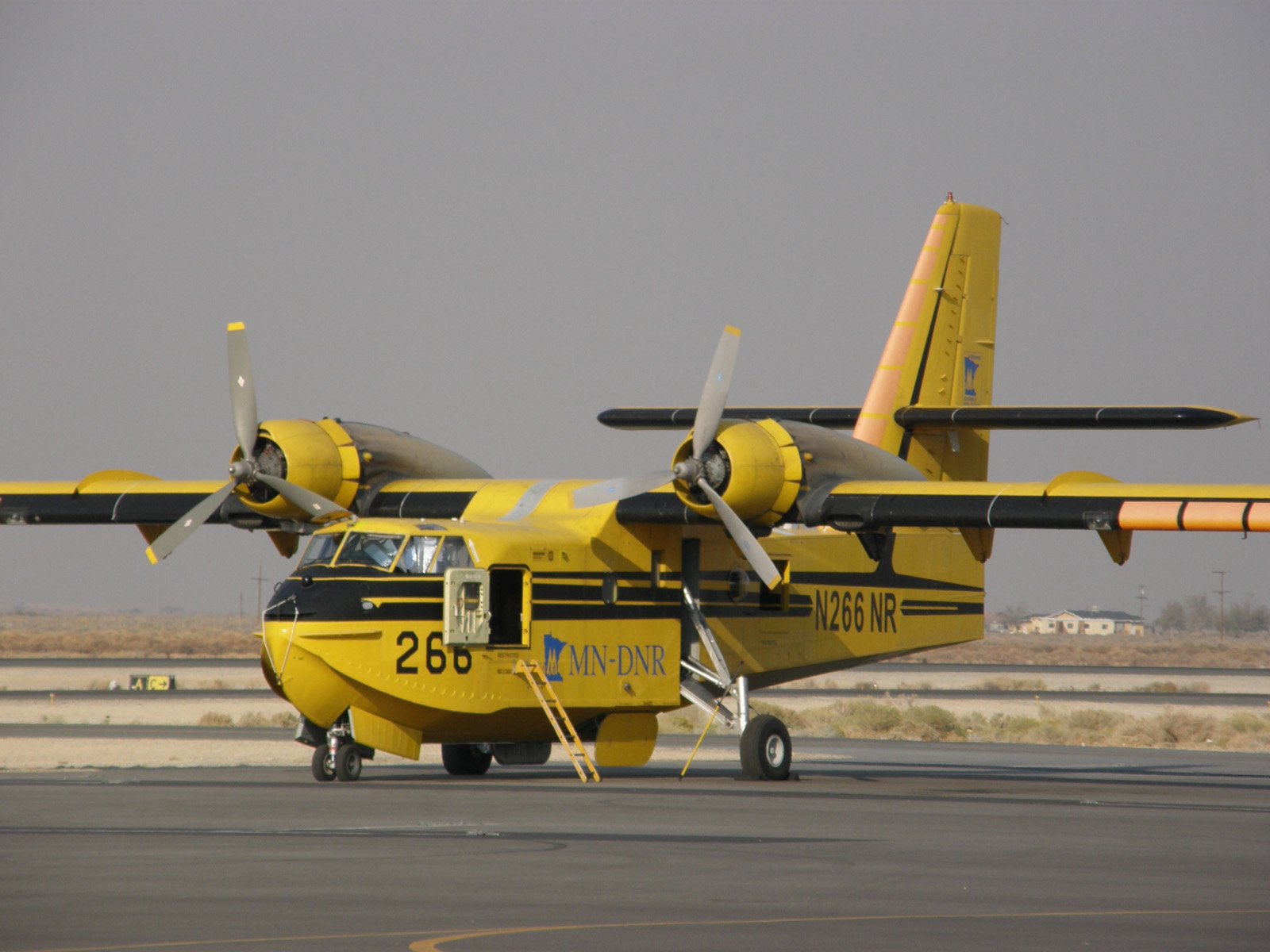
Un CL-215 Scooper del Departament de Recursos Naturals de Minnesota el 2007.

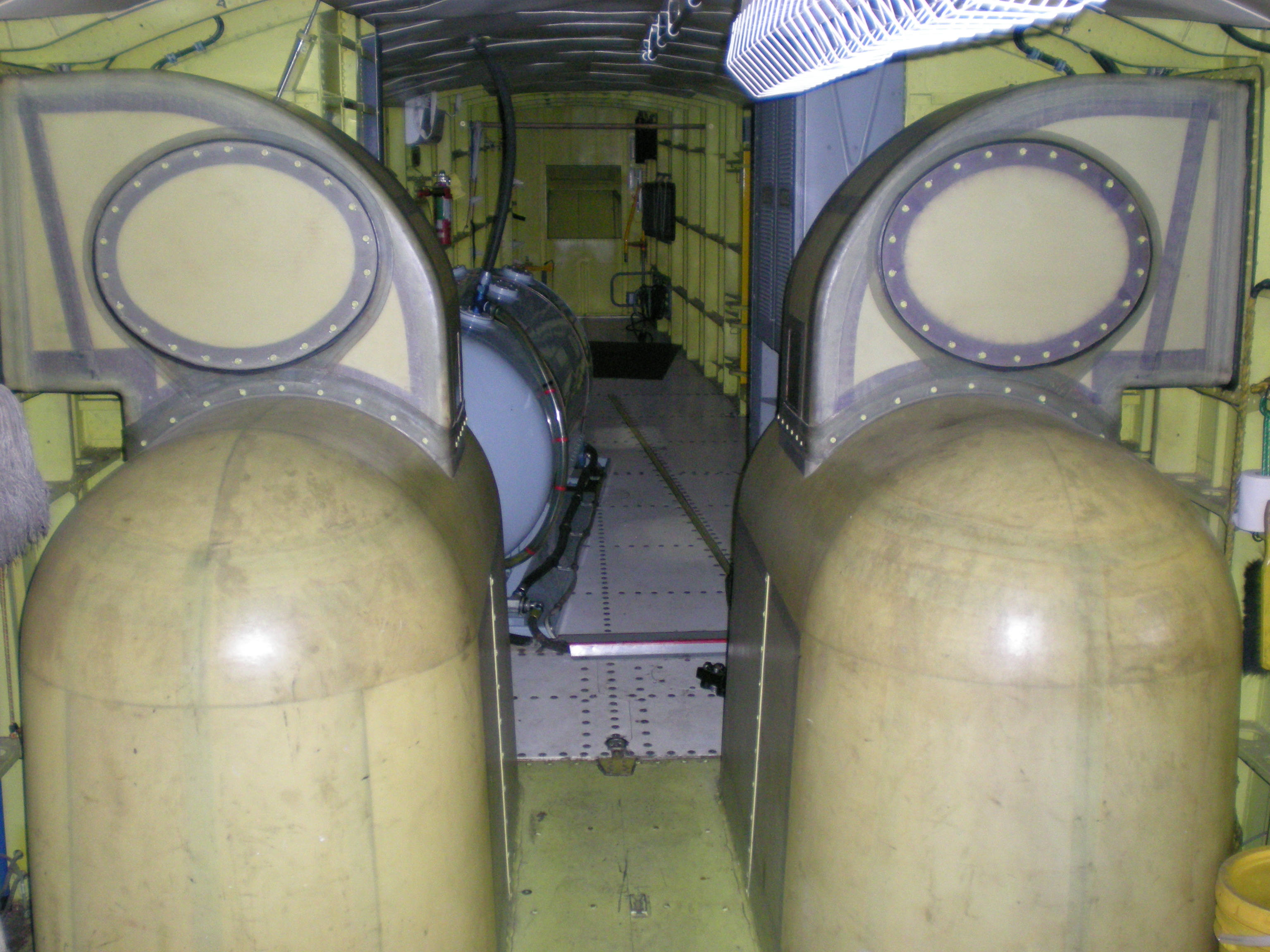
Els dos contenidors d'aigua d'un CL-215 en primer pla i al fons el tanc d'additius.

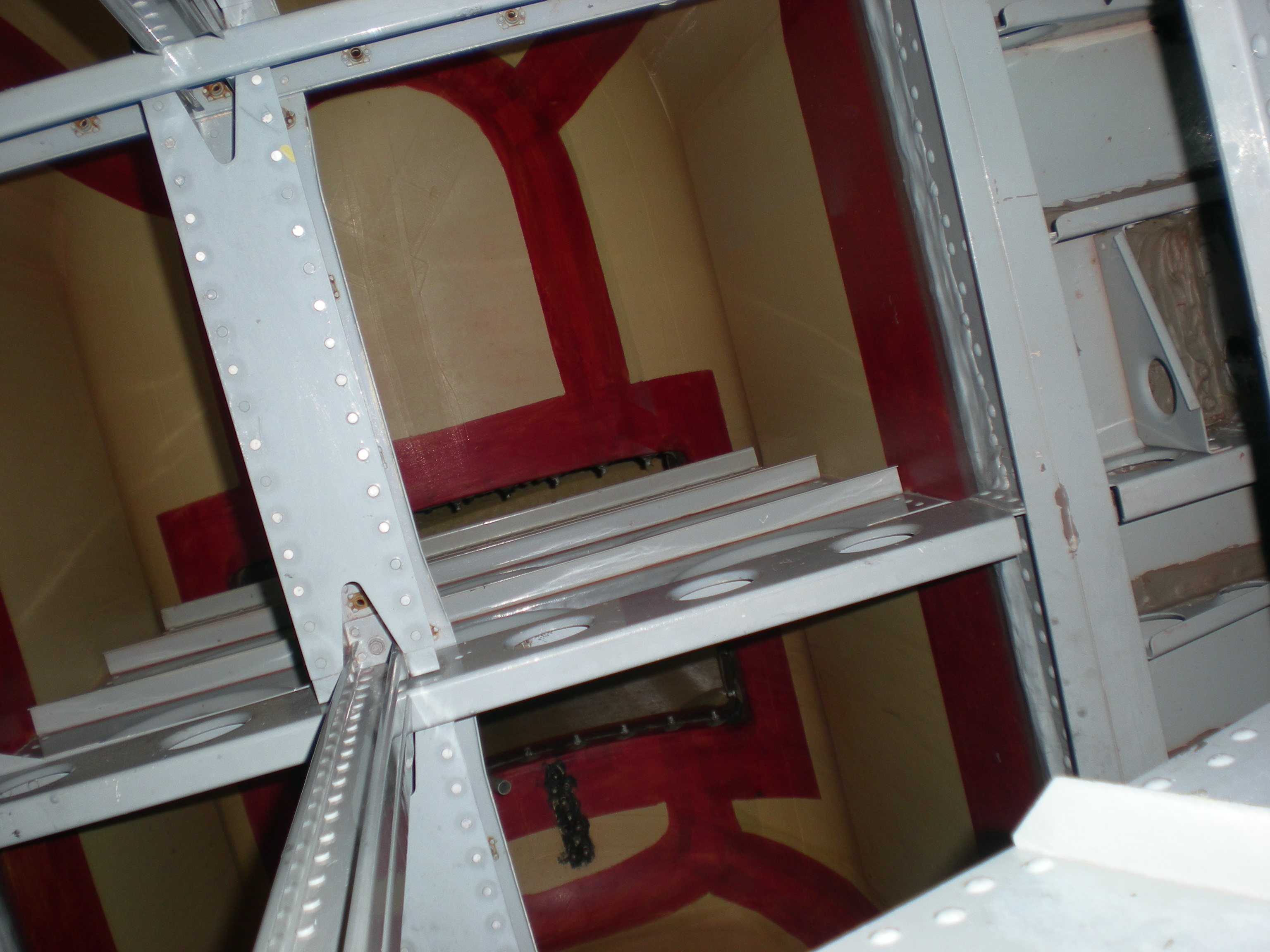
Interior d'un dipòsit d'aigua.

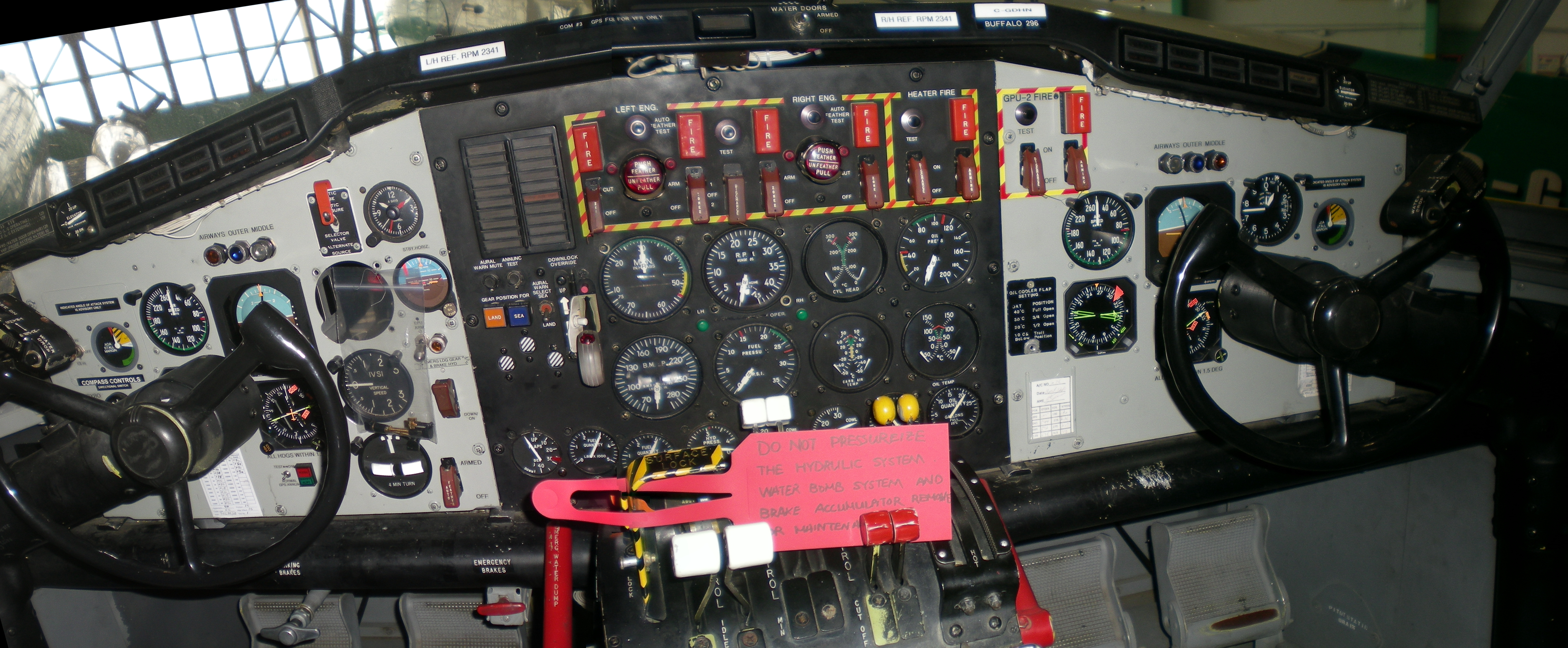
Cabina de vol d'un CL-215.

Des del primer moment la simplicitat de disseny i construcció va ser un requisit primordial, juntament amb la facilitat de manteniment i la fiabilitat de l'equip, el que es va aconseguir gràcies a la incorporació, sempre que va ser possible, de sistemes ja experimentats. La protecció contra la corrosió produïda per l'aigua salada es va aconseguir gràcies a l'ús de materials resistents i de l'acurat segellat de les diverses peces durant el muntatge.
El CL-215 és un avió de grans dimensions. Els flotadors estabilitzadors fixos estan muntats exactament al costat de les puntes de les ales. El tren d'aterratge, de tipus tricicle, comprèn una roda de morro doble i dues rodes principals simples; la primera de les quals queda allotjada dins el casc i les dues últimes es repleguen quedant fora del fuselatge.
L'ala d'implantació alta i els estabilitzadors són estructures d'una sola peça; alerons i  flaps  ocupen la totalitat de la vora de fugida alar. Tant la cua com la superfície alar tenen unes grans dimensions. L'extradós arriba als 100 metres quadrats. Les superfícies de vol van ser així dissenyades per complir els requeriments del vol a baixes velocitats i molt baixa cota, ideal per assolir una major precisió durant la maniobra de descàrrega. És capaç de sortir i aterrar en pistes curtes no pavimentades. El combustible es carrega en 8 cèl·lules situades als plans (ales). Les góndoles que allotgen els motors estan integrades a l'estructura del pla. La seva motorització consisteix en 2 motors radials Pratt & Whitney R-2800-CA3 especialment dissenyats per operar en les dures condicions d'un incendi forestal.

## Sistema Operatiu
Per a la seva funció contra-incendis l'aeronau té una capacitat de 5.346 litres d'aigua (12.000 lliures) repartits en dos dipòsits ubicats dins de la bodega. També compta amb dos dipòsits de 300 de litres cada un per emmagatzemar el retardant ignífug. A la versió terrestre del CL-215 l'aigua es pot carregar des de dipòsits instal·lats en alguns aeroports mentre que, a la versió hidroavió, l'aigua es pot recollir durant l'amaratge mitjançant dues sondes retràctils muntades sota el casc, operació que s'ha de fer en moviment, mentre l'avió navega sobre la superfície de l'aigua a uns 60-70 nusos. Això permet l'ompliment dels dipòsits en només 12 segons, per al que es necessita una distància d'entre 2000 i 3500 peus, depenent de factors variables com les condicions del vent, el pes de l'aeronau o l'altitud de la zona d'amaratge. L'àrea per a la càrrega d'aigua ha de tenir una profunditat mínima de 120 centímetres, i en el cas del mar no és segur realitzar la maniobra amb onades de més d'un metre d'alçada. Després de l'enlairament l'avió vola cap a la zona de l'incendi, on llança la totalitat de la càrrega en menys d'un segon. L'operació es repeteix fins que s'aconsegueix controlar o extingir el foc. En la majoria dels casos pot llançar una càrrega almenys cada deu minuts.
En la versió inicial per recerca i salvament, el CL-215 estava pensat per a portar fins a sis tripulants. A la cabina s'allotgen el pilot, el copilot i un enginyer de vol. El lloc de navegant se situa més enrere, a la secció davantera del fuselatge, mentre que dos observadors van en la secció posterior. L'aviònica bàsica es veu reforçada per un radar meteorològic i d'exploració AVQ-21 al morro, un radioaltímetre, un radiofar direccional UHF/VHF, i un DME. L'autonomia màxima és de 12 hores, encara que per això cal instal·lar un dipòsit addicional de combustible a l'interior de la bodega. Per guanyar en capacitat de càrrega d'aigua, aquest dipòsit no és instal·lat durant l'operació d'extinció d'incendis, de manera que l'autonomia es veu reduïda en la pràctica a 5 hores.

## Variants
El 1987 es va anunciar la versió  CL-215T  amb millores en el maneig mitjançant canvis de disseny en les ales i en el cua i amb uns motors Pratt & Whitney més potents, turbohèlice en comptes de radials. Originalment el CL-215T seria una simple remotorització del CL-215, i Canadair va convertir dos avions el 1989 com exemplars de desenvolupament. El primer d'ells va volar per primera vegada el 8 de juny del 1989. Canadair oferia l'actualització dels CL-215 existents al nou estàndard però va triar no fabricar nous exemplars CL-215T i al seu lloc va desenvolupar el nou model CL-415  Super Scooper .

## Operadors

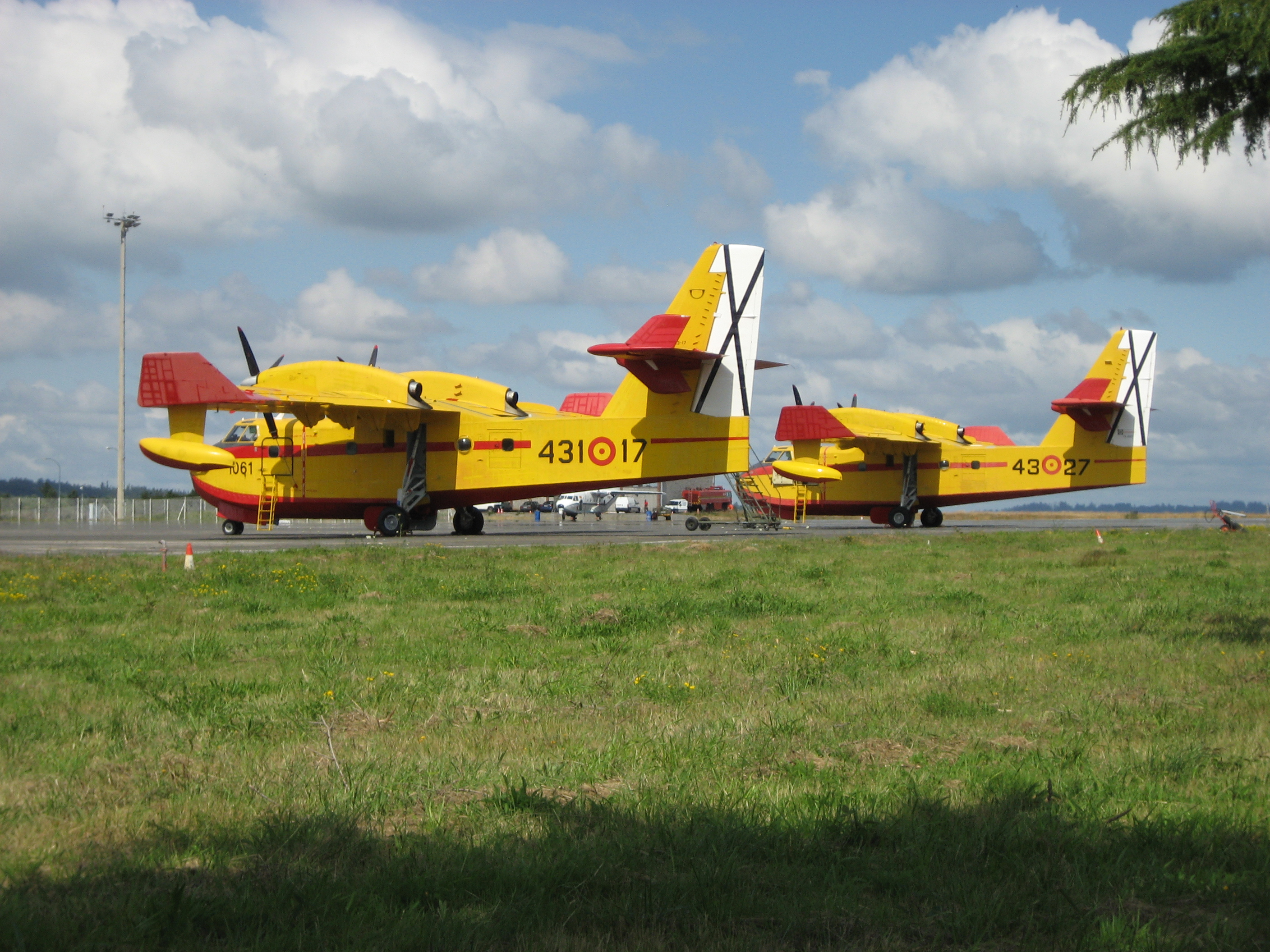
Dues Canadair CL-215T de l'Exèrcit de l'Aire d'Espanya estacionats al Aeròdrom Militar de Santiago.

- Els governs d'Espanya, Portugal, Croàcia, França, Grècia, Itàlia, Tailàndia (Armada).
- Les províncies canadenques d'Alberta, Manitoba, Terranova, Territoris del Nord-oest, Ontario, Quebec, Saskatchewan i Yukon.
- Divisió de recursos forestals de Carolina del Nord.
- Departament de recursos naturals de Minnesota.
- Municipalitat metropolitana d'Istanbul.
- CVG Ferrominera Orinoco CA de Veneçuela.

## Especificacions (CL-215)
Característiques generals
- Longitud:
- Envergadura:
- Alçada:

 Rendiment 